# Kalajärvi
Kalajärvi är en stadsdel i Esbo stad och hör administrativt till Norra Esbo storområde. 
Kalajärvi är centrum i Norra Esbo. Bebyggelsen består mest av småhus. 
Stadsdelen har fått sitt namn av en sjö, Kalajärvi. Området ligger på den gamla språkgränsen vilket man kan se på de tidigare namnen: Kalliärfi (1700), Kalajärfwi träsk (1760), Kalajerfvi äng (1773). Tvåspråkigheten syns också i de lokala namnen på platser: Kalajärvibergen, Kalajärvsbergen, Kalajärvsbäcken.